# CASA C-101 Aviojet
CASA C-101 Aviojet je enomotorno reaktivno šolsko vojaško letalo španskega proizvajalca CASA, ki se Lahko uporablja tudi kot lahki jurišnik. Letalo uporabljajo večinoma špansko govoreče države, kot so Španija, Čile, Honduras, pa tudi Jordanija. Letalo uporablja tudi španska akrobatska skupina Patrulla Aguila. 
C-101 je bil razvit kot zamenjava za Hispano Saeta. Pri načrotvanju so pomagali nemški MBB in ameriški Northrop. Prvi od štirih prototipov je prvič poletel junija 1977. Aviojet je deloma podoben britanskemu BAE Hawk in Alpha Jeti, ima pa manj sofisticirano aerodinamiko in krilo brez naklona. 

## Specifikacije (CASA C-101EB)
Splošne karakteristike
- Posadka: 2 (študent in inštruktor)
- Dolžina: 12,25 m (40 ft 2 in)
- Razpon kril: 10,60 m (34 ft 9 in)
- Višina: 4,25 m (13 ft 11 in)
- Površina kril: 20,0 m² (215 ft²)
- Teža praznega letala: 3800 kg (8380 lb)
- Naložena teža: 5000 kg (11000 lb)
- Maks. vzletna teža: 5600 kg (12300 lb)

 Zmogljivost 
- Maks. hitrost: 770 km/h (417 vozlov, 480 mph)
- Doseg: 4000 km (2160 nm, 2485 milj)
- Višina leta: 12500 m (41000 ft)
- Hitrost vzpenjanja: 1490 m/min (4900 ft/min)
- Obremenitev kril: 250 kg/m² (52 lb/ft²)
- Največja G-obremenitev: +7,5 -3,9

Oborožitev

- 1 × 30 mm DEFA top ali 2 × 12.7 mm (.50 cal) M2 Browning strojnici
- 6 × podkrilni nosilci, do 2220 kg (4890 lb) tovora
- 2 × Rafael Shafrir 2 (A-36 "Toqui")